# Adstringens

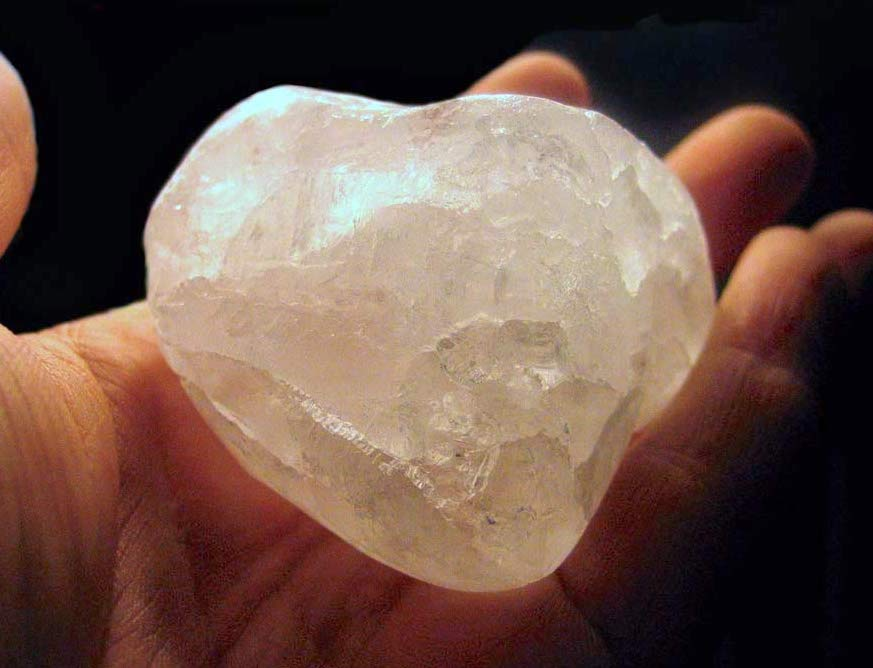
Krystal kamence působícího adstringentně

Adstringens je léčivo nebo rostlinná droga se stahujícími účinky, místně zužující cévy a snižující vyměšování (sekreci). Adstringencia působí koagulací bílkovin. Používají se místně ke zklidnění a urychlení hojení kůže a sliznic. Působí rovněž proti průjmu.
Používají se především rostlinné drogy obsahující třísloviny – dubová kůra, nať řepíku, popenec obecný, ratanová tinktura aj.